# トーニャ・エヴァンジャー
トーニャ・エヴァンジャー （Tonya Evinger、1981年6月4日 - ）は、アメリカ合衆国の女性総合格闘家。ミズーリ州ラファイエット郡オデッサ出身。元Invicta FC世界バンタム級王者。

## 来歴
ミズーリバレー大学時代はレスリングをやっていた。
2006年6月3日、アマチュア総合格闘技デビュー。
アマチュア戦績2勝1敗でプロへ転向。
2006年5月13日、プロ総合格闘技デビュー戦をKO勝ち。
2007年7月14日、ヴァネッサ・ポルトと対戦し、腕ひしぎ十字固めで一本負け。
2007年9月15日、EliteXCでジーナ・カラーノと対戦し、リアネイキッドチョークで一本負け。
2010年5月8日、アレクシス・デイビスと対戦し、リアネイキッドチョークで一本負け。
2010年11月6日、アレクシス・デイビスと再戦し、リアネイキッドチョークで一本負け。
2011年7月29日、サラ・マクマンと対戦し、判定負け。
2012年11月10日、カリーナ・ダムと対戦し、2-1の判定勝ち。

### The Ultimate Fighter
2013年5月、The Ultimate Fighter・シーズン18の合宿所入をかけた試合でラケル・ペニントンにギロチンチョークで一本負け。

### Invicta FC
2013年12月7日、Invicta FCデビュー戦となったInvicta FC 7でサラ・ダレリオと対戦し、判定勝ち。
2016年11月18日、Invicta FC 20でヤナ・クニツカヤと対戦し、腕ひしぎ十字固めで一本負けを喫するが、レフェリーの判断ミスがあったとしてエヴァンジャーがコミッションに提訴。12月1日に結果が無効試合へ変更された。
2017年3月25日、Invicta FC 22でヤナ・クニツカヤと再戦し、リアネイキッドチョークで一本勝ち。

### UFC
2017年7月29日、UFC 214のUFC世界女子フェザー級王座決定戦でクリスチャン・サイボーグと対戦し、膝蹴り連打でTKO負けを喫し王座獲得に失敗した。
2018年10月6日、UFC 229で女子バンタム級ランキング9位のアスペン・ラッドと対戦し、パウンドでTKO負け。
2019年6月1日、UFC Fight Night: Gustafsson vs. Smithで女子バンタム級ランキング13位のリナ・ランズバーグと対戦し、判定負け。

## 戦績

### プロ総合格闘技
| 総合格闘技 戦績 | 総合格闘技 戦績 | 総合格闘技 戦績 | 総合格闘技 戦績 | 総合格闘技 戦績 | 総合格闘技 戦績 | 総合格闘技 戦績 |
| --------------- | --------------- | --------------- | --------------- | --------------- | --------------- | --------------- |
| 26 試合         | (T)KO           | 一本            | 判定            | その他          | 引き分け        | 無効試合        |
| 19 勝           | 8               | 7               | 4               | 0               | 0               | 1               |
| 6 敗            | 1               | 4               | 1               | 0               | 0               | 1               |

| 勝敗 | 対戦相手                   | 試合結果                       | 大会名                                                                             | 開催年月日     |
| ×    | リナ・ランズバーグ         | 5分3R終了 判定0-3              | UFC Fight Night: Gustafsson vs. Smith                                              | 2019年6月1日   |
| ×    | アスペン・ラッド           | 1R 3:26 TKO（パウンド）        | UFC 229: Khabib vs. McGregor                                                       | 2018年10月6日  |
| ×    | クリスチャン・サイボーグ   | 3R 1:56 TKO（膝蹴り連打）      | UFC 214: Cormier vs. Jones 2 【UFC世界女子フェザー級王座決定戦】                   | 2017年7月29日  |
| ○    | ヤナ・クニツカヤ           | 2R 4:32 リアネイキッドチョーク | Invicta FC 22: Evinger vs. Kunitskaya 2 【Invicta FC世界バンタム級タイトルマッチ】 | 2017年3月25日  |
| －   | ヤナ・クニツカヤ           | 1R 1:59 無効試合（誤審）       | Invicta FC 20: Evinger vs. Kunitskaya 【Invicta FC世界バンタム級タイトルマッチ】   | 2016年11月18日 |
| ○    | コリーン・シュナイダー     | 5分5R終了 判定3-0              | Invicta FC 17: Evinger vs. Schneider 【Invicta FC世界バンタム級タイトルマッチ】    | 2016年5月7日   |
| ○    | パニー・キアンザド         | 2R 3:34 TKO（）                | Invicta FC 14: Evinger vs. Kianzad                                                 | 2015年9月12日  |
| ○    | アイリーン・アルダナ       | 4R 4:38 TKO（）                | Invicta FC 13: Cyborg vs. Van Duin 【Invicta FC世界バンタム級王座決定戦】          | 2015年7月9日   |
| ○    | シンディ・ダンドイス       | 2R 1:23 腕ひしぎ十字固め       | Invicta FC 10: Waterson vs. Tiburcio                                               | 2014年12月5日  |
| ○    | エディアン・ゴメス         | 1R 3:31 腕ひしぎ十字固め       | Invicta FC 8: Waterson vs. Tamada                                                  | 2014年9月6日   |
| ○    | サラ・ダレリオ             | 5分3R終了 判定3-0              | Invicta FC 7: Honchak vs. Smith                                                    | 2013年12月7日  |
| ○    | カリーナ・ダム             | 5分3R終了 判定2-1              | Fight Hard MMA                                                                     | 2012年11月10日 |
| ○    | レイシー・ジャクソン       | 1R 1:47 KO（）                 | Fight Me MMA                                                                       | 2012年4月13日  |
| ○    | アニータ・ロドリゲス       | 1R 1:57 リアネイキッドチョーク | XFL: Rumble on the River 5                                                         | 2011年9月23日  |
| ×    | サラ・マクマン             | 5分3R終了 判定0-3              | Titan FC 19                                                                        | 2011年7月29日  |
| ×    | アレクシス・デイビス       | 1R 1:25 リアネイキッドチョーク | RW 10: Mayhem in the Mist 5 【RW女子バンタム級タイトルマッチ】                     | 2010年11月6日  |
| ○    | エイドリアナ・ジェイキンス | 2R 3:16 TKO（）                | RW 8: Cage Supremacy                                                               | 2010年7月17日  |
| ×    | アレクシス・デイビス       | 3R 1:47 リアネイキッドチョーク | RW 7: Mayhem In The Mist 3 【RW女子バンタム級タイトルマッチ】                      | 2010年5月8日   |
| ○    | サラ・シュナイダー         | 5分3R終了 判定3-0              | True Fight Fans                                                                    | 2008年6月6日   |
| ○    | ジュリー・ケッジー         | 1R 1:43 リアネイキッドチョーク | ShoXC: Elite Challenger Series                                                     | 2008年1月25日  |
| ○    | カトリーン・アレンダル     | 1R 腕ひしぎ十字固め            | PFP: Ring of Fire                                                                  | 2007年12月9日  |
| ×    | ジーナ・カラーノ           | 1R 2:53 リアネイキッドチョーク | EliteXC: Uprising                                                                  | 2007年9月15日  |
| ×    | ヴァネッサ・ポルト         | 1R 2:14 腕ひしぎ十字固め       | Fatal Femmes Fighting 2: Girls Night Out                                           | 2007年7月14日  |
| ○    | ジネル・マルケス           | 3R 1:58 リアネイキッドチョーク | Tuff-N-Uff 2                                                                       | 2007年4月14日  |
| ○    | ショニー・プラッグマン     | 2R 0:10 KO（）                 | X-1: Extreme Fighting 2                                                            | 2007年3月17日  |
| ○    | アンジェラ・ヘイズ         | 1R 1:02 TKO（）                | Kick Enterprises                                                                   | 2007年3月10日  |
| ○    | ブルターニュ・プーレン     | 1R 0:16 KO（）                 | FFF 1: Asian Invasion                                                              | 2007年2月17日  |
| ○    | ブルターニュ・プーレン     | 1R KO（）                      | IFC: Warriors Challenge 21                                                         | 2006年5月13日  |

### 総合格闘技エキシビション
| 勝敗 | 対戦相手           | 試合結果                 | 大会名                                          | 開催年月日    |
| ×    | ラケル・ペニントン | 2R 3:56 ギロチンチョーク | The Ultimate Fighter: Team Rousey vs. Team Tate | 2013年5月29日 |

## 獲得タイトル
- 第2代Invicta FC世界バンタム級王座（2015年）